# NHL 1941./42.
NHL-sezona 1941./42. je bila dvadesetpeta sezona NHL-a. 7 momčadi odigrali su 48 utakmica. Pobjednik Stanleyjeva kupa je bila momčad Toronto Maple Leafsa, koja je u finalnoj seriji pobijedila Detroit Red Wingse s 4:3, iako je Detroit već vodio s 3:0.
Drugi svjetski rat je isto utjecao na NHL. Menedžer Toronta Conn Smythe se javio dobrovoljno u američki vojsku. Nekoliko igrača, uključujući takozvane „Kraut Line“ iz Bostona, pratili su njegov primjer.

## Regularna sezona

### Ljestvica
Kratice: P = Pobjede, Po. = Porazi, N = Neriješeno, G= Golovi, PG = Primljeni Golovi, B = Bodovi
|                     | P  | Po. | N | G   | PG  | B  |
| ------------------- | -- | --- | - | --- | --- | -- |
| New York Rangers    | 29 | 17  | 2 | 177 | 143 | 60 |
| Toronto Maple Leafs | 27 | 18  | 3 | 158 | 136 | 57 |
| Boston Bruins       | 25 | 17  | 6 | 160 | 118 | 56 |
| Chicago Blackhawks  | 22 | 23  | 3 | 145 | 155 | 47 |
| Detroit Red Wings   | 19 | 25  | 6 | 140 | 147 | 42 |
| Montreal Canadiens  | 18 | 27  | 3 | 134 | 173 | 39 |
| Brooklyn Americans  | 16 | 29  | 3 | 133 | 175 | 35 |

### Najbolji strijelci
Kratice: Ut. = Utakmice, G = Golovi, A = Asistencije, B = Bodovi
| Igrač          | Momčad     | Ut. | G  | A  | B  |
| -------------- | ---------- | --- | -- | -- | -- |
| Bryan Hextall  | NY Rangers | 48  | 24 | 32 | 56 |
| Lynn Patrick   | NY Rangers | 47  | 32 | 22 | 54 |
| Don Grosso     | Detroit    | 48  | 23 | 30 | 53 |
| Phil Watson    | NY Rangers | 48  | 15 | 37 | 52 |
| Sid Abel       | Detroit    | 48  | 18 | 31 | 49 |
| Toe Blake      | Montreal   | 47  | 17 | 28 | 45 |
| Bill Thoms     | Chicago    | 47  | 15 | 30 | 45 |
| Gordie Drillon | Toronto    | 48  | 23 | 18 | 41 |
| Syl Apps       | Toronto    | 38  | 18 | 23 | 41 |
| Tommy Anderson | Brooklyn   | 48  | 12 | 29 | 41 |

## Doigravanje za Stanleyjev kup
Sve utakmice odigrane su 1942. godine. 
U prvom krugu prva i druga plasirana momčad regularne sezone u međusobnim susretima odlučuju o finalistu za Stanleyjev kup. Igrala se serija najbolji u sedam utakmica.  Treći i četvrti kao i peti i šesti regularne sezone odlučili su u seriji najbolji iz tri utakmica, tko ulazi u drugi krug. Pobjednici tih susreta su u međusobnom susretu odlučivali o drugom finalistu Stanleyevog Cupa. U drugom krugu se također igralo najbolji iz tri utakmica. U finalu se tražilo pobjednika u seriji najbolji iz sedam utakmica.

### Prvi krug
| Toronto Maple Leafs vs. New York Rangers                                 | Toronto Maple Leafs vs. New York Rangers | Toronto Maple Leafs vs. New York Rangers | Toronto Maple Leafs vs. New York Rangers | Toronto Maple Leafs vs. New York Rangers | Toronto Maple Leafs vs. New York Rangers |
| Datum                                                                    | Gostujuća momčad                         | Gostujuća momčad                         | Domaćin                                  | Domaćin                                  |                                          |
| ------------------------------------------------------------------------ | ---------------------------------------- | ---------------------------------------- | ---------------------------------------- | ---------------------------------------- | ---------------------------------------- |
| 21. ožujka                                                               | NY Rangers                               | 1                                        | 3                                        | Toronto                                  |                                          |
| 22. ožujka                                                               | Toronto                                  | 4                                        | 2                                        | NY Rangers                               |                                          |
| 24. ožujka                                                               | Toronto                                  | 0                                        | 3                                        | NY Rangers                               |                                          |
| 28. ožujka                                                               | NY Rangers                               | 1                                        | 2                                        | Toronto                                  |                                          |
| 29. ožujka                                                               | Toronto                                  | 1                                        | 3                                        | NY Rangers                               |                                          |
| 31. ožujka                                                               | NY Rangers                               | 2                                        | 3                                        | Toronto                                  |                                          |
| Toronto pobjeđuje seriju s 4:2 i kvalificira se finale Stanleyevog Cupa. |                                          |                                          |                                          |                                          |                                          |

| Chicago Blackhawks vs. Boston Bruins                          | Chicago Blackhawks vs. Boston Bruins | Chicago Blackhawks vs. Boston Bruins | Chicago Blackhawks vs. Boston Bruins | Chicago Blackhawks vs. Boston Bruins | Chicago Blackhawks vs. Boston Bruins | Chicago Blackhawks vs. Boston Bruins |
| Datum                                                         | Gostujuća momčad                     | Gostujuća momčad                     | Domaćin                              | Domaćin                              | Bilješke                             |                                      |
| ------------------------------------------------------------- | ------------------------------------ | ------------------------------------ | ------------------------------------ | ------------------------------------ | ------------------------------------ | ------------------------------------ |
| 22. ožujka                                                    | Boston                               | 2                                    | 1                                    | Chicago                              | OT°                                  |                                      |
| 24. ožujka                                                    | Chicago                              | 4                                    | 0                                    | Boston                               |                                      |                                      |
| 26. ožujka                                                    | Chicago                              | 2                                    | 3                                    | Boston                               |                                      |                                      |
| Boston pobjeđuje seriju s 2:1 i kvalificira se za drugi krug. |                                      |                                      |                                      |                                      |                                      |                                      |

| Detroit Red Wings vs. Montreal Canadiens                       | Detroit Red Wings vs. Montreal Canadiens | Detroit Red Wings vs. Montreal Canadiens | Detroit Red Wings vs. Montreal Canadiens | Detroit Red Wings vs. Montreal Canadiens | Detroit Red Wings vs. Montreal Canadiens |
| Datum                                                          | Gostujuća momčad                         | Gostujuća momčad                         | Domaćin                                  | Domaćin                                  |                                          |
| -------------------------------------------------------------- | ---------------------------------------- | ---------------------------------------- | ---------------------------------------- | ---------------------------------------- | ---------------------------------------- |
| 22. ožujka                                                     | Montreal                                 | 1                                        | 2                                        | Detroit                                  |                                          |
| 24. ožujka                                                     | Detroit                                  | 0                                        | 5                                        | Montreal                                 |                                          |
| 26. ožujka                                                     | Montreal                                 | 2                                        | 6                                        | Detroit                                  |                                          |
| Detroit pobjeđuje seriju s 2:1 i kvalificira se za drugi krug. |                                          |                                          |                                          |                                          |                                          |

### Drugi krug
| Boston Bruins vs. Detroit Red Wings                                         | Boston Bruins vs. Detroit Red Wings | Boston Bruins vs. Detroit Red Wings | Boston Bruins vs. Detroit Red Wings | Boston Bruins vs. Detroit Red Wings | Boston Bruins vs. Detroit Red Wings | Boston Bruins vs. Detroit Red Wings |
| Datum                                                                       | Gostujuća momčad                    | Gostujuća momčad                    | Domaćin                             | Domaćin                             | Bilješke                            |                                     |
| --------------------------------------------------------------------------- | ----------------------------------- | ----------------------------------- | ----------------------------------- | ----------------------------------- | ----------------------------------- | ----------------------------------- |
| 29. ožujka                                                                  | Detroit                             | 6                                   | 4                                   | Boston                              |                                     |                                     |
| 31. ožujka                                                                  | Boston                              | 1                                   | 3                                   | Detroit                             | OT°                                 |                                     |
| Detroit pobjeđuje seriju s 2:0 i kvalificira se za finale Stanleyevog Cupa. |                                     |                                     |                                     |                                     |                                     |                                     |

### Finale Stanleyevog Cupa
| Toronto Maple Leafs vs. Detroit Red Wings               | Toronto Maple Leafs vs. Detroit Red Wings | Toronto Maple Leafs vs. Detroit Red Wings | Toronto Maple Leafs vs. Detroit Red Wings | Toronto Maple Leafs vs. Detroit Red Wings | Toronto Maple Leafs vs. Detroit Red Wings |
| Datum                                                   | Gostujuća momčad                          | Gostujuća momčad                          | Domaćin                                   | Domaćin                                   |                                           |
| ------------------------------------------------------- | ----------------------------------------- | ----------------------------------------- | ----------------------------------------- | ----------------------------------------- | ----------------------------------------- |
| 4. travnja                                              | Detroit                                   | 3                                         | 2                                         | Toronto                                   |                                           |
| 7. travnja                                              | Detroit                                   | 4                                         | 2                                         | Toronto                                   |                                           |
| 9. travnja                                              | Toronto                                   | 2                                         | 5                                         | Detroit                                   |                                           |
| 12. travnja                                             | Toronto                                   | 4                                         | 3                                         | Detroit                                   |                                           |
| 14. travnja                                             | Detroit                                   | 3                                         | 9                                         | Toronto                                   |                                           |
| 16. travnja                                             | Toronto                                   | 3                                         | 0                                         | Detroit                                   |                                           |
| 18. travnja                                             | Detroit                                   | 1                                         | 3                                         | Toronto                                   |                                           |
| Toronto pobjeđuje seriju s 4:3 i osvaja Stanleyjev kup. |                                           |                                           |                                           |                                           |                                           |

°OT = Produžeci

### Najbolji strijelci doigravanja
Kratice: Ut. = Utakmice, G = Golovi, A = Asistencije, B = Bodovi
| Igrač      | Momčad  | Ut. | G | A | B  |
| ---------- | ------- | --- | - | - | -- |
| Don Grosso | Detroit | 12  | 8 | 6 | 14 |
| Syl Apps   | Toronto | 13  | 5 | 9 | 14 |

## Nagrade NHL-a
| O'Brien Trophy:            | Detroit Red Wings                  |
| Prince of Wales Trophy:    | New York Rangers                   |
| Art Ross Trophy:           | Bryan Hextall, New York Rangers    |
| Calder Memorial Trophy:    | Grant Warwick, New York Rangers    |
| Hart Memorial Trophy:      | Tommy Anderson, Brooklyn Americans |
| Lady Byng Memorial Trophy: | Syl Apps, Toronto Maple Leafs      |
| Vezina Trophy:             | Frank Brimsek, Boston Bruins       |

### All Stars momčad
| Prva momčad                        | Pozicija        | Druga momčad                        |
| ---------------------------------- | --------------- | ----------------------------------- |
| Frank Brimsek, Boston Bruins       | vratar          | Turk Broda, Toronto Maple Leafs     |
| Earl Seibert, Chicago Black Hawks  | obrambeni igrač | Pat Egan, Brooklyn Americans        |
| Tommy Anderson, Brooklyn Americans | obrambeni igrač | Bucko McDonald, Toronto Maple Leafs |
| Syl Apps, Toronto Maple Leafs      | centar          | Phil Watson, New York Rangers       |
| Bryan Hextall, New York Rangers    | desni napadač   | Gordie Drillon, Toronto Maple Leafs |
| Lynn Patrick, New York Rangers     | lijevi napadač  | Sid Abel, Detroit Red Wings         |
| Frank Boucher, New York Rangers    | trener          | Paul Thompson, Chicago Black Hawks  |

## Vanjske poveznice
- Hacx.de: Sve ljestvice NHL-a  Arhivirana inačica izvorne stranice od 24. siječnja 2008. (Wayback Machine)